# Hexagenia atrocaudata
Hexagenia atrocaudata är en dagsländeart som beskrevs av Mcdunnough 1924. Hexagenia atrocaudata ingår i släktet Hexagenia och familjen sanddagsländor. Inga underarter finns listade i Catalogue of Life.